# Camille Bened
Camille Bened (Évian-les-Bains, 6 de septiembre de 2000) es una deportista francesa que compite en biatlón. Ganó dos medallas de plata en el Campeonato Europeo de Biatlón, en los años 2024 y 2025.

## Palmarés internacional
| Campeonato Europeo | Campeonato Europeo   | Campeonato Europeo | Campeonato Europeo |
| Año                | Lugar                | Medalla            | Prueba             |
| ------------------ | -------------------- | ------------------ | ------------------ |
| 2024               | Osrblie (Eslovaquia) | Medalla de plata   | Relevo mixto       |
| 2025               | Martello (Italia)    | Medalla de plata   | Relevo             |